# Keyesport
Keyesport é uma vila localizada no estado americano de Illinois, no Condado de Bond e Condado de Clinton.

## Demografia
Segundo o censo americano de 2000, a sua população era de 481 habitantes.
Em 2006, foi estimada uma população de 473, um decréscimo de 8 (-1.7%).

## Geografia
De acordo com o United States Census Bureau tem uma área de
1,0 km², dos quais 1,0 km² cobertos por terra e 0,0 km² cobertos por água. Keyesport localiza-se a aproximadamente 144 m acima do nível do mar.

## Localidades na vizinhança
O diagrama seguinte representa as localidades num raio de 20 km ao redor de Keyesport.